# Fredrik Wilhelm Scholander
Fredrik Wilhelm Scholander [ʃu-] född 23 juni 1816 i Stockholm, död 9 maj 1881 i Stockholm, var en svensk arkitekt, målare och tecknare.

## Biografi

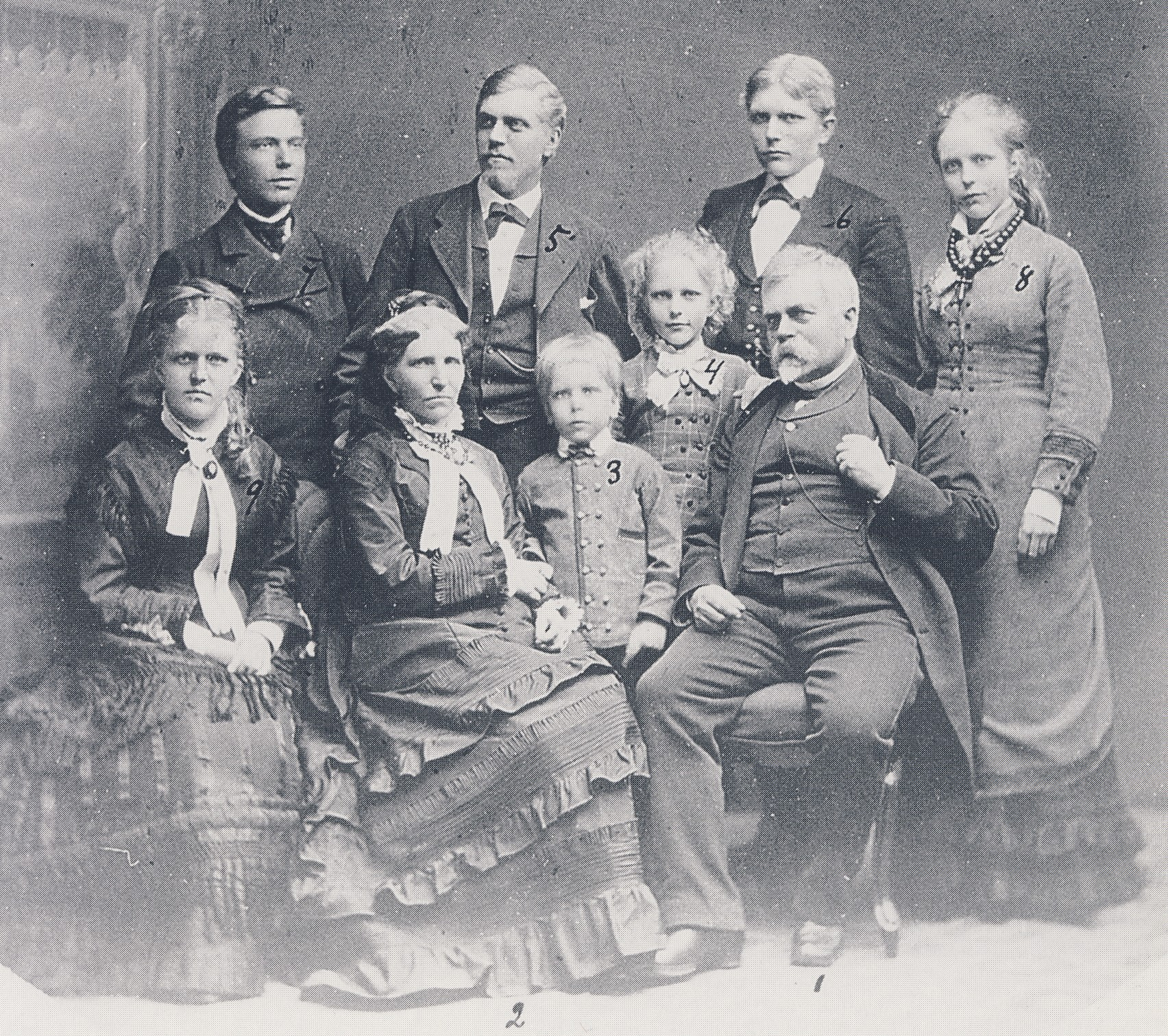
Fredrik Wilhelm Scholander med familj omkring 1875: Fredrik Wilhelm Scholander (1), Carin Scholander (2), barnen: Torkel (3), Anna (4), Erik (5), Göran (6), Sven (7), Ellen (8) och Maria (9).

Fredrik Wilhelm Scholander var son till kamreraren Georg Fredrik Scholander och Karin Nyström. När han blev faderlös vid nio års ålder, inträdde hans morbror, arkitekten Axel Nyström, som hans fosterfar. Den unge Scholander studerade från 1831 byggnadskonst vid Konstakademien. Hans egen håg stod mera till måleri och diktning, men fosterfadern bestämde åt honom arkitektbanan. Under studietiden var Scholander om somrarna murarlärling och blev 1836 gesäll i ämbetet. I akademien uppträdde han från 1834 som utställare. År 1836 blev han extraordinarie konduktör vid överintendents- och riksmarskalksämbetena samt vid slottsbyggnaden och 1840 agré av akademien. Som dess stipendiat fortsatte han 1841 sina studier utomlands, först i Paris i nära två år för Louis-Hippolyte Lebas, som förut varit styvfaderns lärare, därefter, från hösten 1843, i Italien.
Under tiden i utlandet utförde Scholander ritningar för det påtänkta nationalmuseet i Stockholm, men trots hjälp av Theodor Anckarsvärd och Axel Nyström gick uppdraget senare till den tyske arkitekten Friedrich August Stüler. Scholander, som 1844 utnämnts till ordinarie konduktör vid överintendentsämbetet, hemkallades 1846. Han blev ledamot av akademien och möttes med stora förhoppningar. Kallad 1847 till vice professor och 1848 till professor i byggnadskonst vid akademien, blev han en energisk lärare, som både genom sitt föredöme och sitt vidsträckta vetande fick stort inflytande. Flertalet av den nästa generationens svenska arkitekter bildades i hans skola: Helgo Zettervall, Albert Theodor Gellerstedt, Theodor Dahl och Isak Gustaf Clason och även finländarna Frans Anatolius Sjöström och Karl Teodor Höijer. Hans verksamhet inom konstakademien inskränktes inte till lärarplatsen. 1851–53 var han tillförordnad som dess direktör och 1851–66 dess skattmästare. 1868 blev han akademins sekreterare efter Axel Nyström, en befattning han sedan innehade till sin död.
Som arkitekt vid Drottningholm (1847–57) samt intendent vid Stockholms slott (1850–73) var han verksam för om- och nyinredningar. Vid Nationalmuseum var han arbetschef från 1864 till 1866. Den betydande samling av arkitektoniska studier (över 1 200 blad, varav 218 behandlande äldre svensk byggnadskonst), som Scholander efterlämnat, inlöstes 1882 för statens räkning.
Som konstnär målade han ett stort antal arkitekturbilder samt illustrationer till Fjolners saga och bilder till egna dikter (ibland under pseudonym Acharius). Han skrev även musik som på sin tid uppmärksammades. Han är representerad vid Nationalmuseum, Uppsala universitetsbibliotek, Kalmar konstmuseum, Norrköpings konstmuseum och ett flertal landsortsmuseer.
Scholander blev 1877 hedersdoktor vid Uppsala universitets jubelfest, var ledamot av Kungliga Vitterhets Historie och Antikvitets Akademien (1871), av danska konstakademien, Institut de France och Royal Institute of British Architects.
Han tilldelades Litteris et Artibus 1870.

### Släktrelationer
Scholander gifte sig med sin kusin, Axel Nyströms dotter Carin Nyström (1830–1912). De fick sju barn. Bland dessa märks döttrarna Ellen Kronberg, gift med konstnären Julius Kronberg, och Anna Boberg , själv konstnär, gift med arkitekten Ferdinand Boberg, samt sönerna sångaren och affärsmannen Sven Scholander, som var far till skådespelaren Eva Alw, och ingenjören Torkel Scholander, far till den norsk-amerikanske fysiologen Per Scholander och den norsk-svenske barnpsykiatern Torkel Scholander.
| Släktträd:                                                                       |
| * Fredrik Wilhelm Scholander (1816–1881), arkitekt, målare och tecknare          |
| ** Sven Scholander (1860–1936), sångare och affärsman                            |
| *** Eva Alw, född Scholander (1894–1976), skådespelare, gift med Gabriel Alw     |
| ** Ellen Kronberg (1861–1920), gift med Julius Kronberg                          |
| ** Anna Boberg, född Scholander (1864–1935), konstnär, gift med Ferdinand Boberg |
| ** Torkel Scholander (1871–1962), civilingenjör                                  |
| *** Per Scholander (1905–1980), läkare, fysiolog, verksam i Norge och USA        |
| *** Torkel Scholander (1925–1992), barnpsykiater, professor                      |
| För Fredrik Wilhelm Scholanders och hans hustrus släkt, se Axel Nyström.         |

## Verk
Se även kategorin Byggnader ritade av Fredrik Wilhelm Scholander 

### Byggnadsverk i urval
I kronologisk ordning:
- Gärdserums kyrka (1854)
- Läroverkshus i Visby (1855–59)
- Rikssalen, Drottningholm (1855)
- Hässleby kyrka (1857–1859)

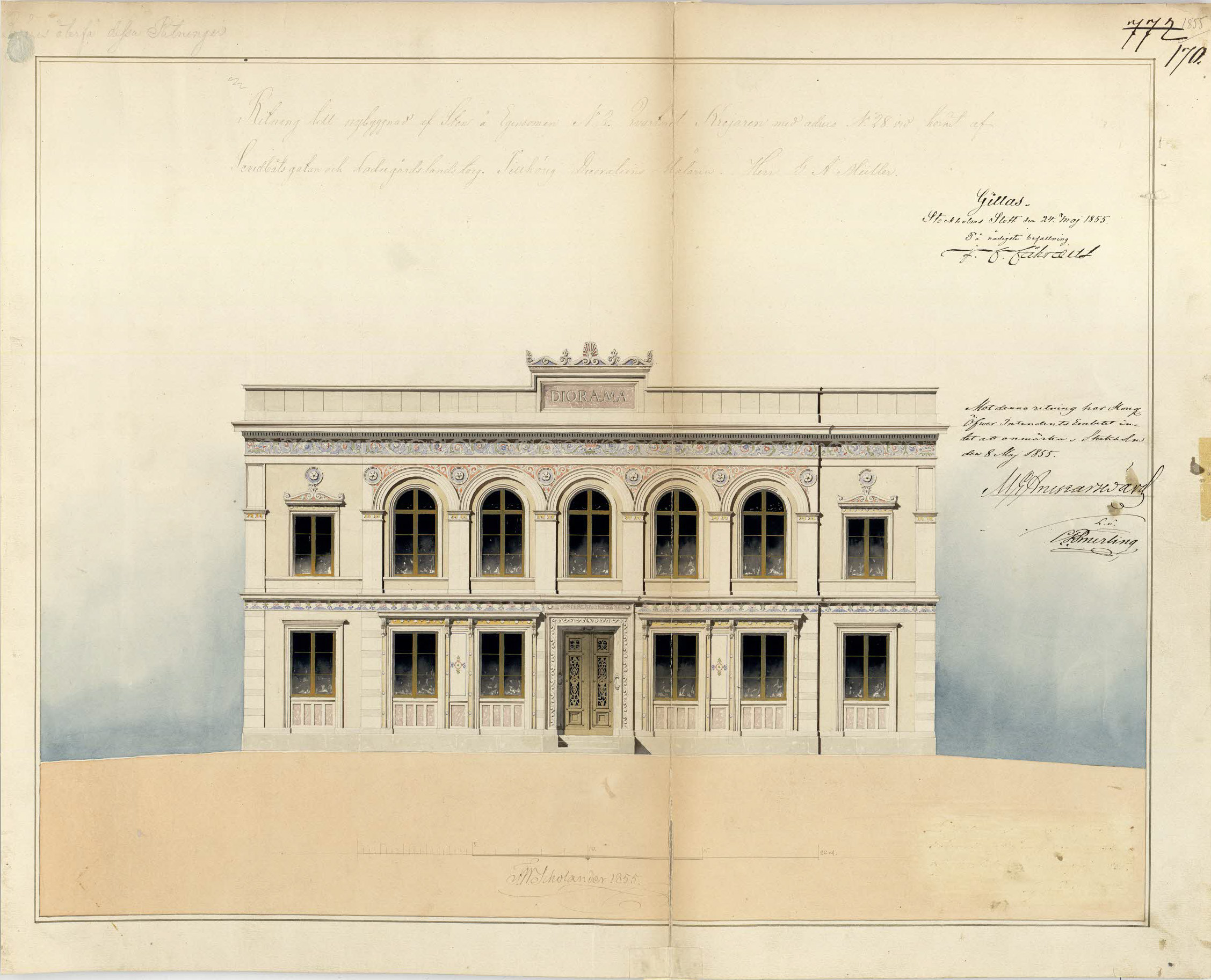
Ritning till Ladugårdslandsteatern, Stockholm.

- Bernadotteska gravkoret i Riddarholmskyrkan, Stockholm (1858–60)
- Hemsjö kyrka (1859)
- Utmelandsmonumentet i Mora (1860)
- Gamla Tekniska högskolan i Stockholm (1860–1863)
- Billeberga kyrka (1861)
- Sjöholms herrgård (1864
- Ulriksdals ekonomibyggnad (1861)
- Ulriksdals slottskapell (1865)
- Mariestads stadshotell (1866)[16]
- Vånga kyrka, Östergötland (1866)
- Spegelsalongen, Stockholms slott (1866)[17]
- Läroverkshus i Uppsala (1867–69)
- Synagogan i Stockholm (1867–70)
- Gärdhems kyrka (1869)
- Fornsalen i Växjö[18]
- Ombyggnad av slotten Ekholmen och Vik (1857), Sörby  (1858) och Vinäs (1861)

### Bilder byggnadsverk

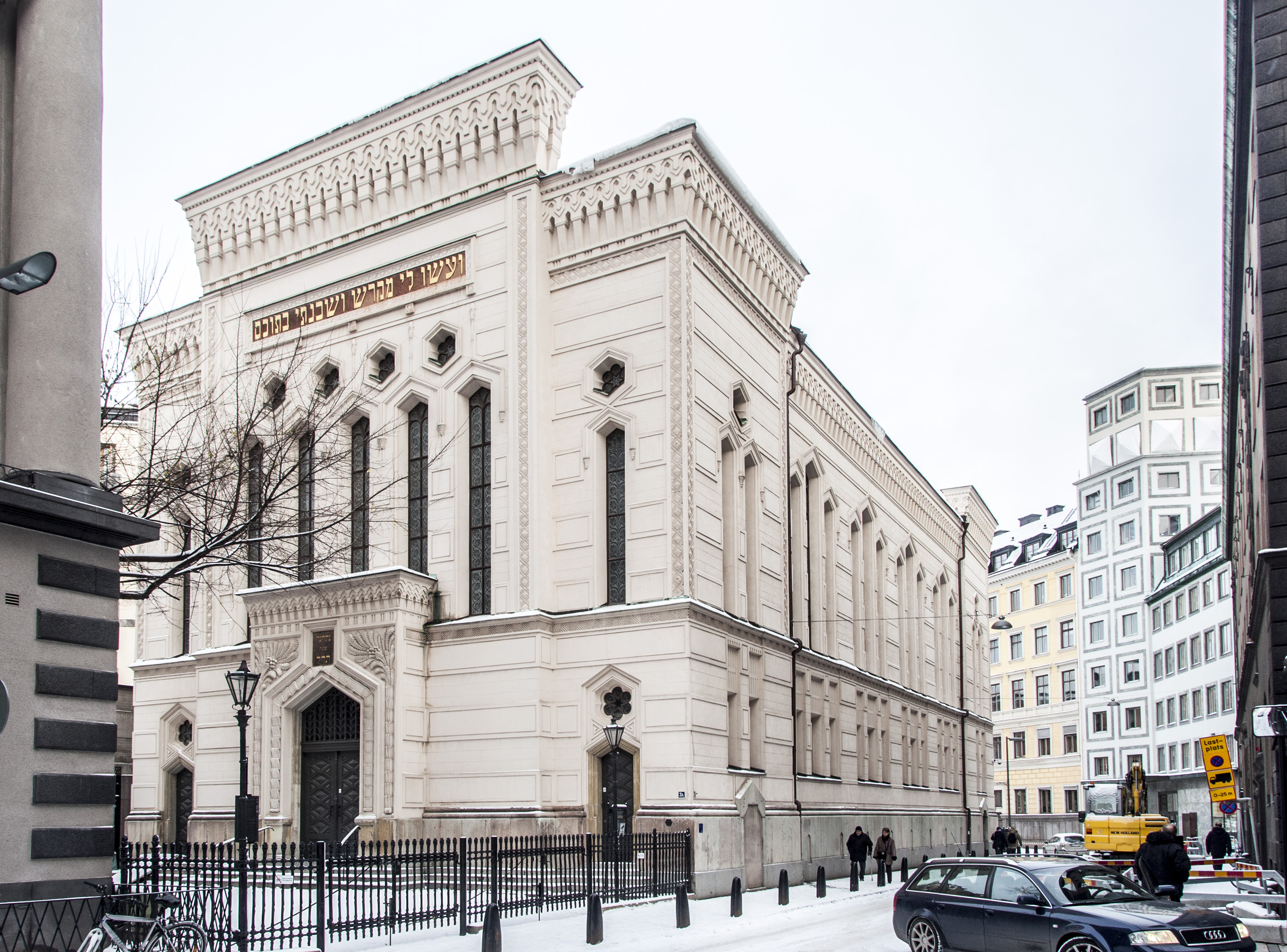
Stora Synagogan
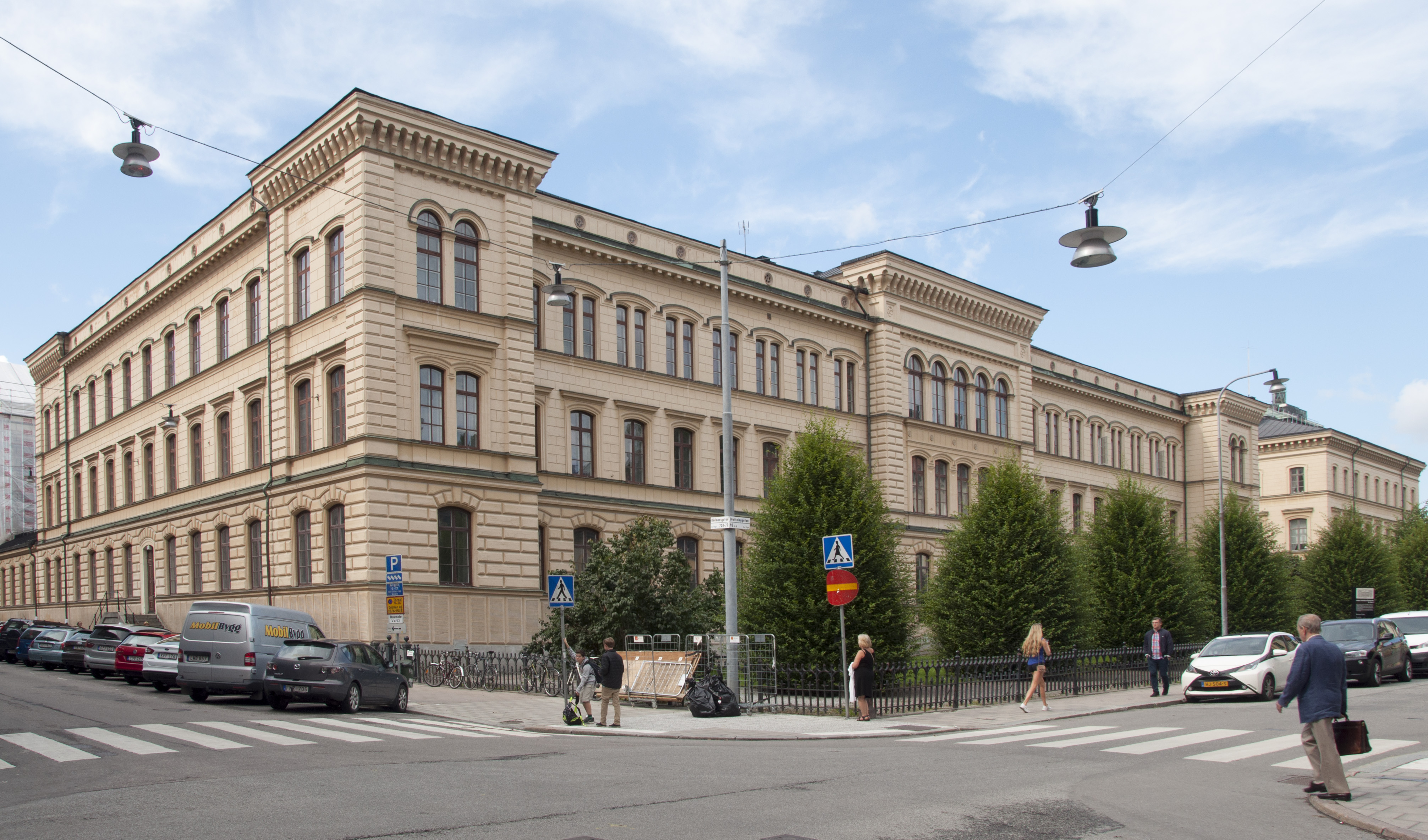
Tekniska högskolan, Stockholm
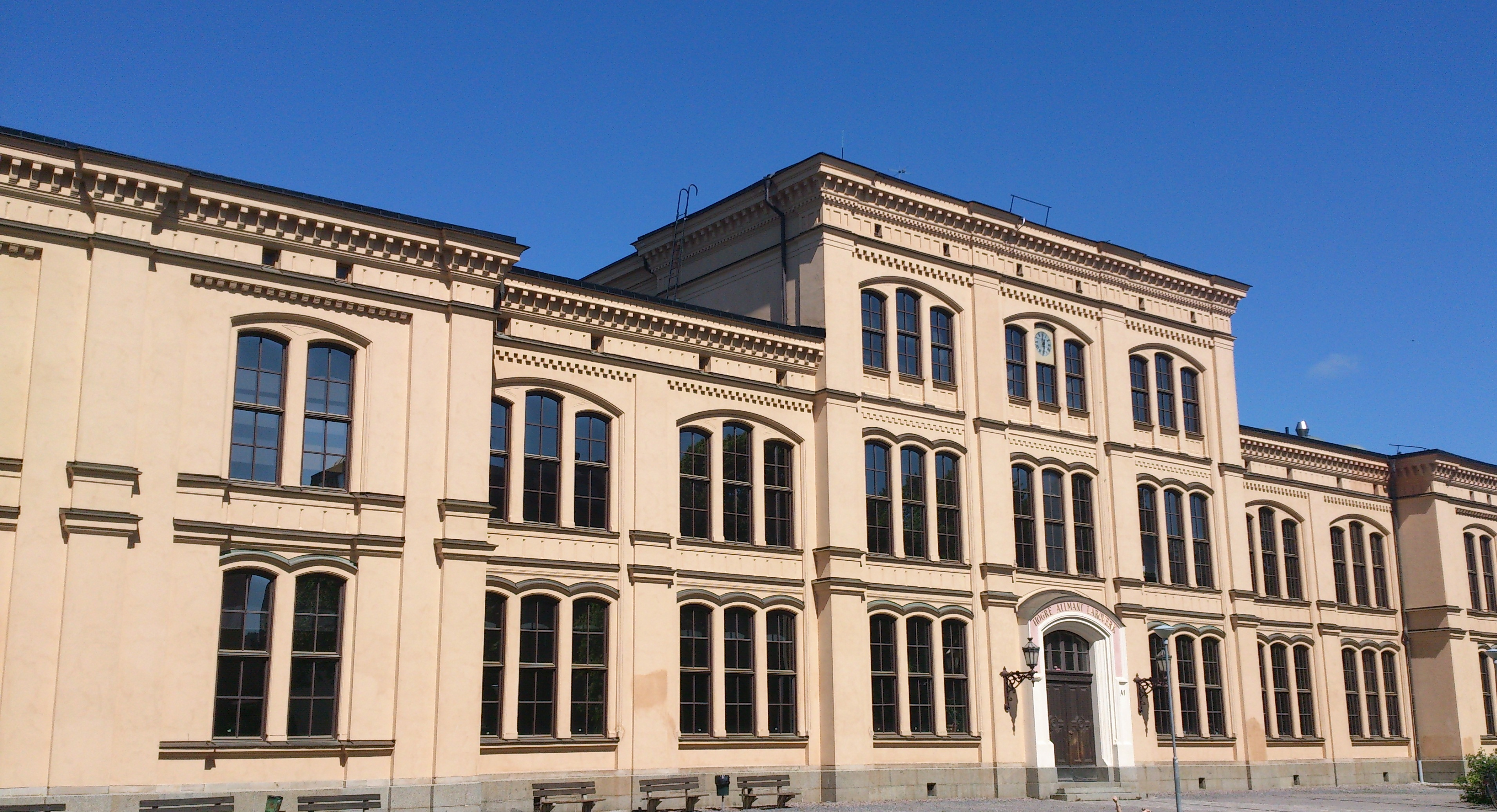
Katedralskolan, Uppsala
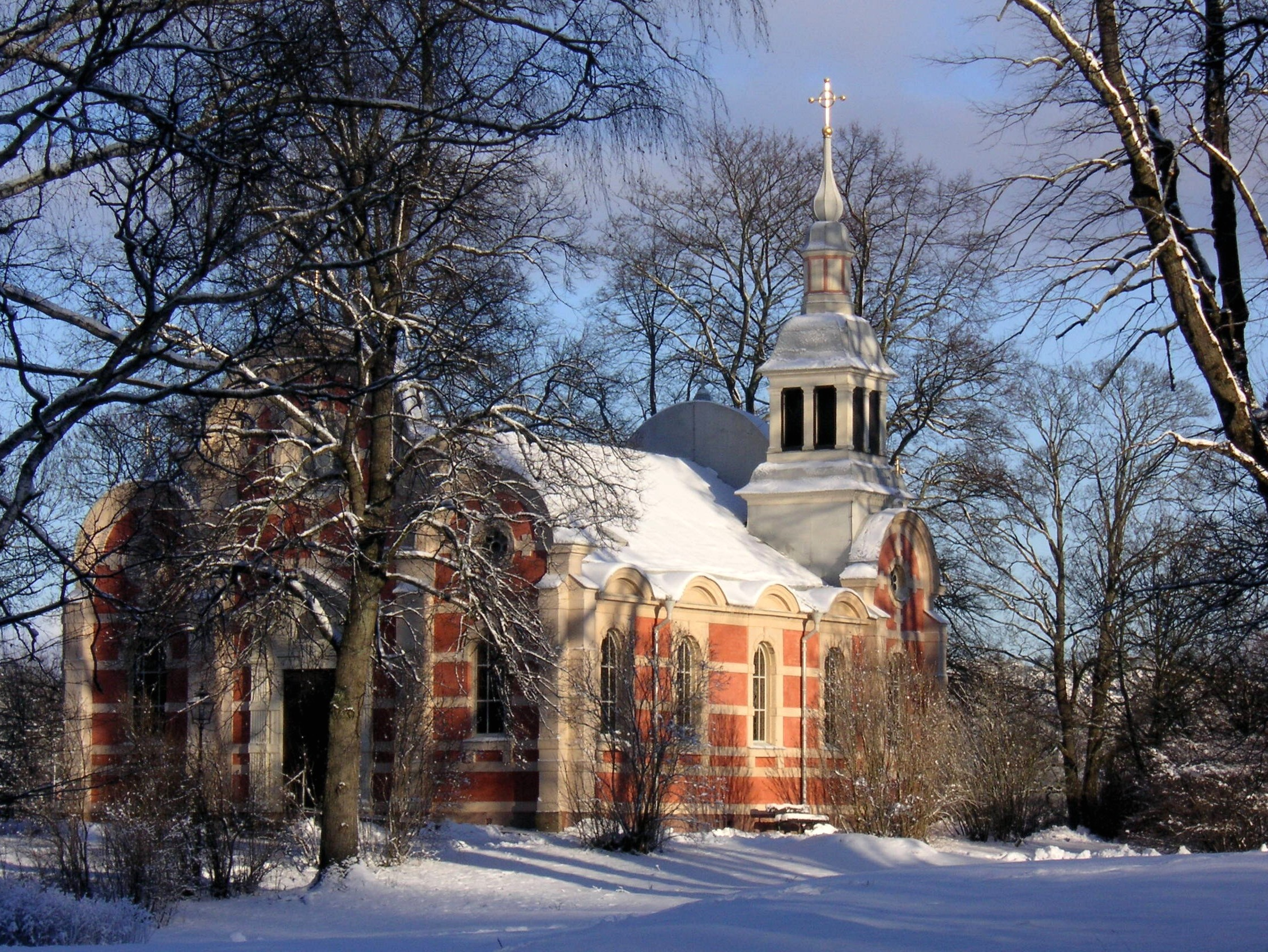
Ulriksdals slottskapell, Ulriksdal
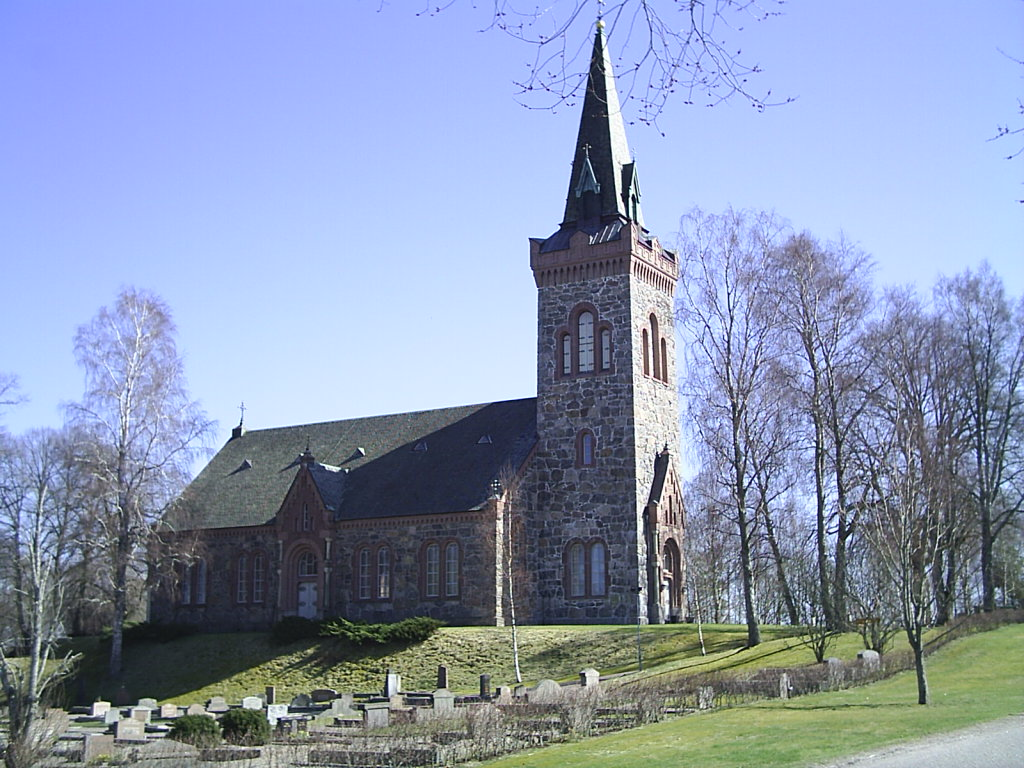
Gärdhems kyrka

## Bibliografi

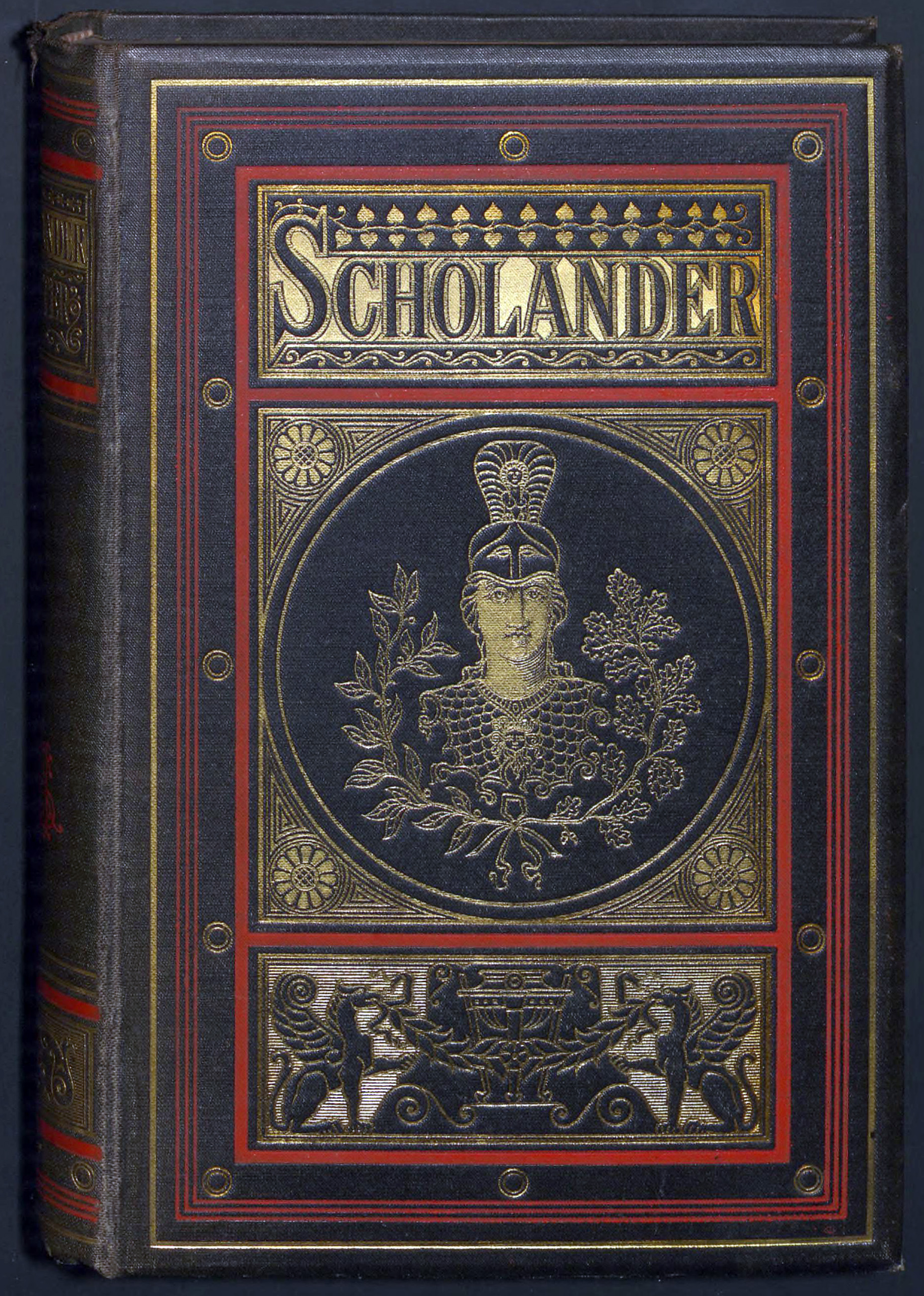
Scholanders Skrifter. Illustrerat bokband.

### Översättningar
- To Noveller : Casa Polidoro ; Sune Haards søns Æventyr / Overs. af Otto Borchsenius. Kjøbenhavn. 1882. Libris 9860340
- Das geheimnisvolle Haus / autoris. Übertr. aus dem Schwedischen von Henny Bock-Neumann. Stuttgart. 1905. Libris 9860343

## Bildgalleri

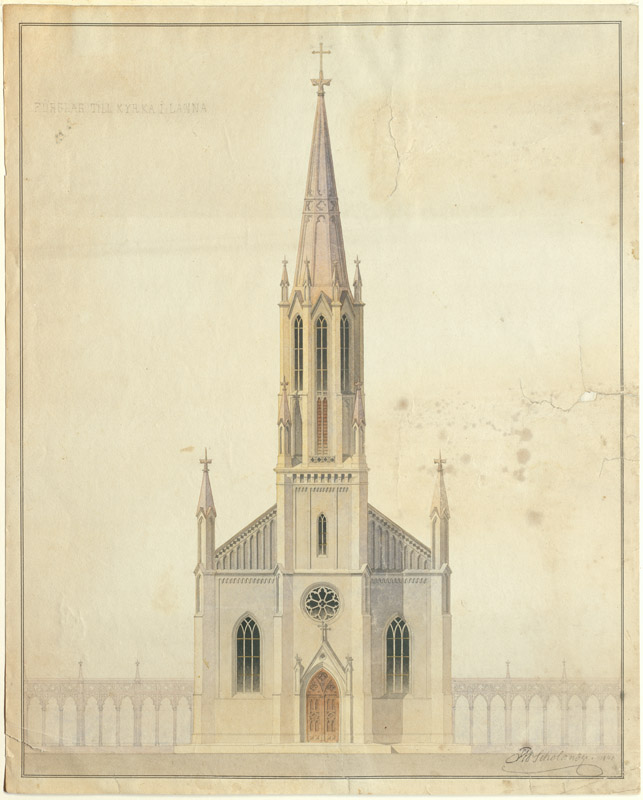
Förslag till Lannaskede-Myresjö kyrka 1841
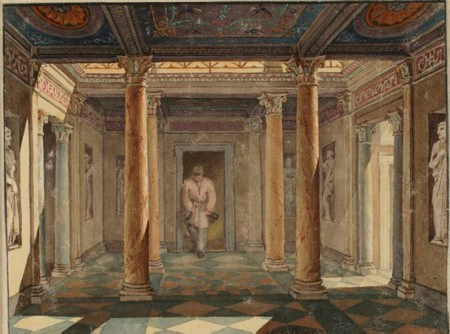
Atrium i Byströms villa, 1839. Akvarellmålning
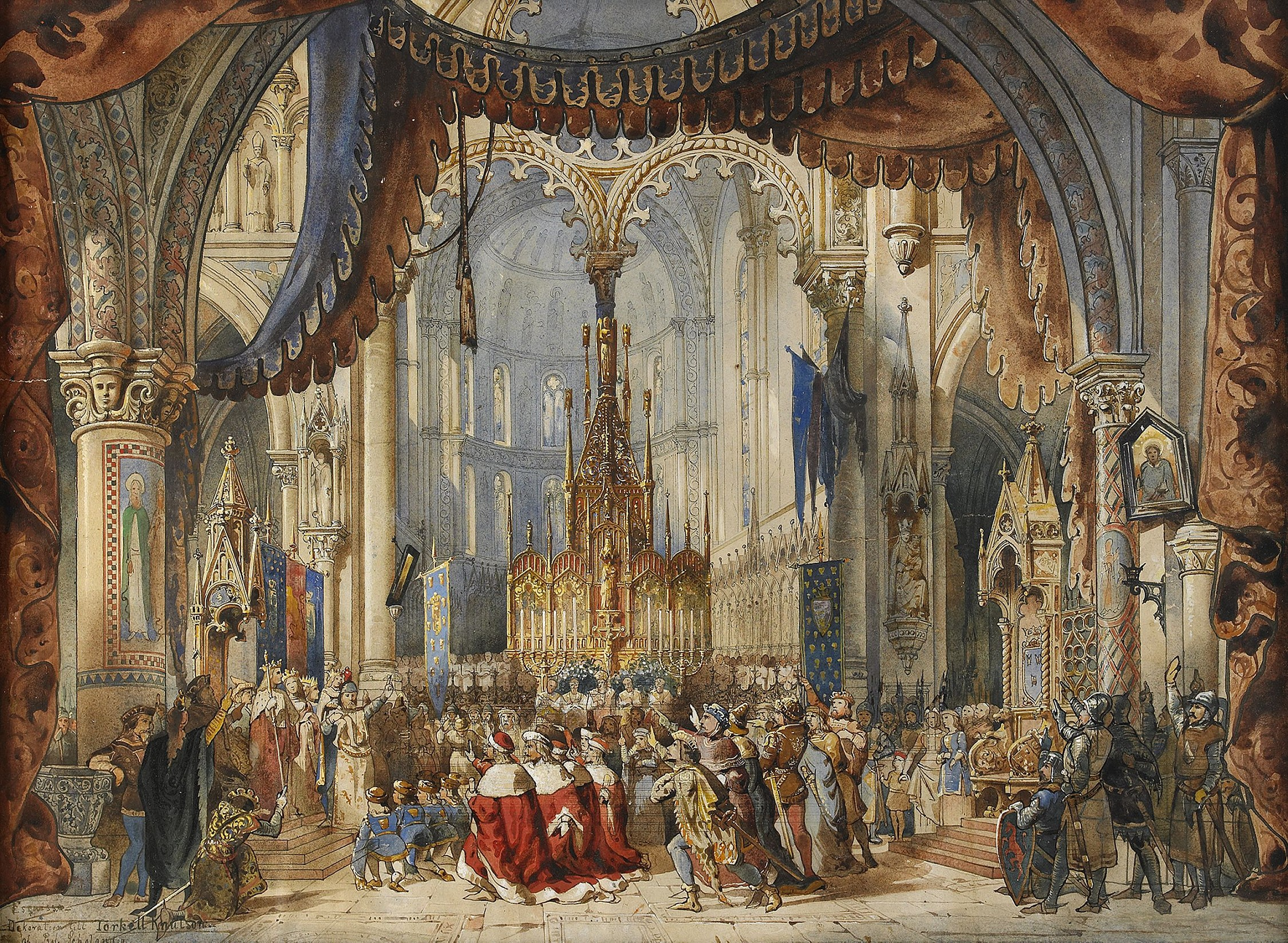
Dekoration till Torkel Knutsson, akvarell av Scholander
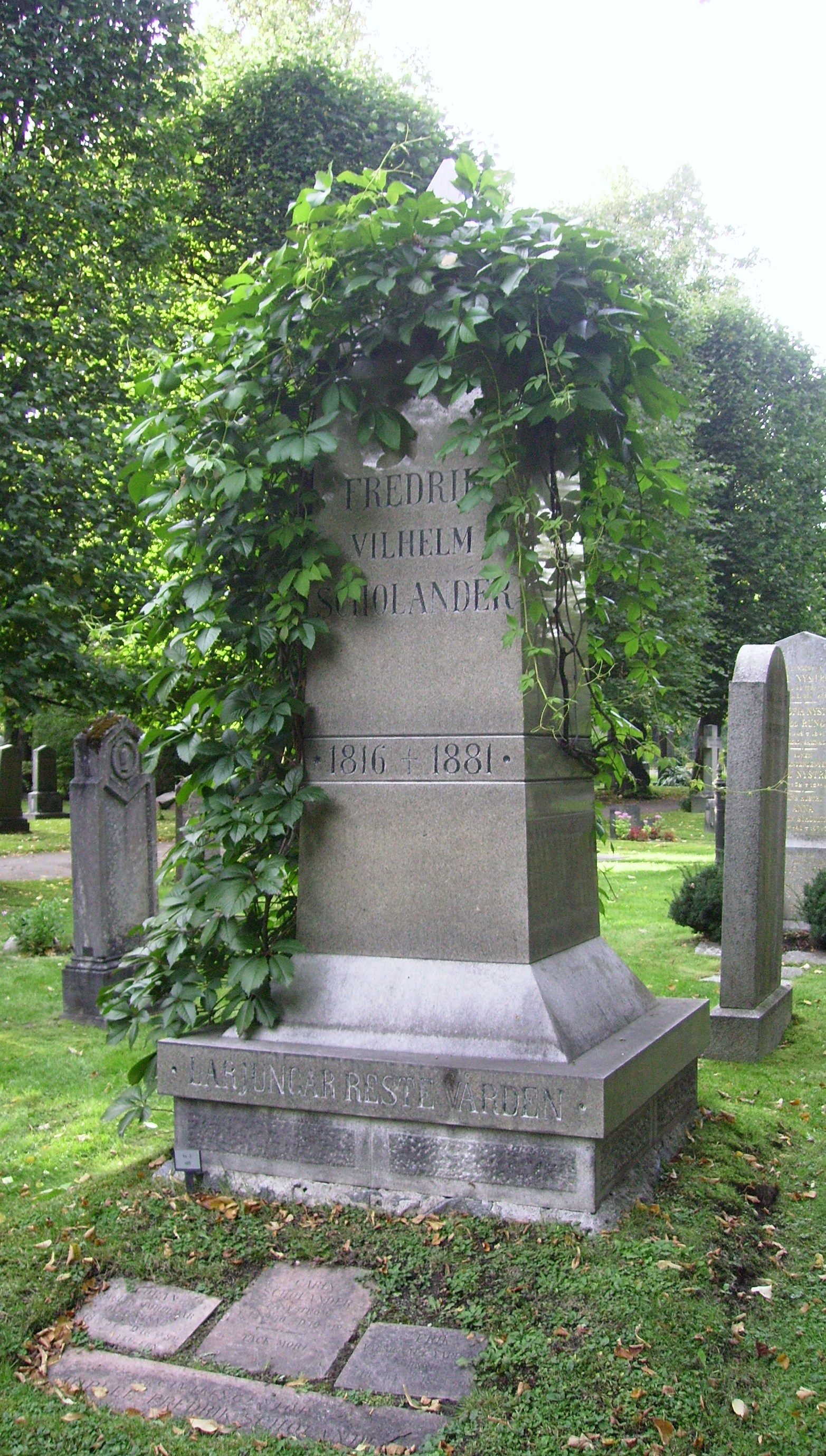
Scholanders gravvård på Norra begravningsplatsen